# El Palomar (Jaén)
El Palomar es una aldea y pedanía española del municipio de La Iruela, en la provincia de Jaén. Esta habitada por 41 personas, 20 hombres y 21 mujeres.
Es una aldea muy bonita con sus pasajes y callejones preciosos, el estilo rural de las casas…
Se encuentra a las siguientes distancias de estas ubicaciones:
- Nacimiento del Guadalquivir: 32 km
- Cazorla: 12 km
- Entrada a la Sierra de Cazorla, Segura y Las Villas: 5,2 km
En 2001 hubo un grave incendio en la Sierra de Cazorla que casi afecta a algunas pedanías, pero la zona ya es replantada.

## Cultura
Importante hacer mención del las ferias y fiestas de esta aldea, que por supuesto tiene, que se celebra sobre principios de agosto.

## Gastronomía
Se pueden encontrar el pollo del Bar Domingo en verano, también algunos platos típicos como; Andrajos, el especial Aceite de Oliva Virgen Extra de la provincia, la pipirrana, las morcillas, las migas ruleras o mejor conocidas como la ‘gachamiga’. 

## Lugares de visita
Puedes visitar en el Palomar y cerca de este:
- El pueblo de Cazorla
- Bar Domingo
- Nacimiento del Río Guadalquivir
- El Salto de Agua de Las Cuevas
- El Sagreo
Importante hacer mención del las ferias y fiestas de esta aldea, que por supuesto tiene, que se celebra sobre principios de agosto.
- Datos: Q131315716